# Thomas Francis Little
Thomas Francis Little KBE (auch Frank Little, * 30. November 1925 in Werribee, Victoria, Australien; † 7. April 2008 in Camberwell, Melbourne) war Erzbischof von Melbourne.

## Leben
Frank Little besuchte das Corpus Christi College, anschließend das Werribee College. Ab 1943 studierte er Theologie, ab 1947 an dem von Gregor XV. 1622 gegründeten Collegio Urbano de Propaganda Fide in Rom. Dort empfing er 1950 die Priesterweihe durch Kurienkardinal Pietro Fumasoni Biondi. Anschließend absolvierte er ein Doktoratsstudium an der Päpstlichen Universität Urbaniana und wurde dort 1953 zum Doctor of Sacred Theology (STD) promoviert.
Nach seelsorgerischen Tätigkeiten war er von 1956 bis 1959 in Sydney Sekretär von Romolo Carboni, dem Apostolischen Delegaten in Australien. Anschließend war er an der St. Patrick’s Cathedral in Melbourne tätig und wurde 1965 deren Dekan. 1971 wechselte er in die Pfarrei St. Ambrose, Brunswick. Er engagierte sich insbesondere für die zahlreichen Migranten in Australien, insbesondere italienische Einwanderer. Neben seiner Lehrtätigkeit am Priesterseminar war er Mitglied der Ökumenischen Kommission des Erzbistums Melbourne und Vorsitzender der Victorian Action for World Development, Bischofsvikar für den Laienrat und Kaplan.
Am 16. November 1972 ernannte ihn Papst Paul VI. zum Titularbischof von Temuniana und zum Weihbischof im Erzbistum Melbourne. Die Bischofsweihe spendete ihm der Erzbischof von Melbourne und spätere Kurienkardinal James Robert Knox am 21. Februar 1973; Mitkonsekratoren waren John Neil Cullinane, Weihbischof in Melbourne, und Ronald Austin Mulkearns, Bischof von Ballarat.
Nach der Ernennung James Robert Kardinal Knox’ zum Präfekten der Kongregation für den Gottesdienst und die Sakramentenordnung wurde Little am 1. Juli 1974 zum sechsten Erzbischof von Melbourne ernannt.
1977 wurde er zum Knight Commander des Order of the British Empire (KBE) ernannt. 1992 erfolgte die Verleihung der Ehrendoktorwürde in Theologie des Melbourne College of Divinity (MCD).
Am 16. Juli 1996 nahm Papst Johannes Paul II. seinen gesundheitsbedingten Rücktritt an.